# Hrabová Roztoka
Hrabová Roztoka (em húngaro: Kisgereblyés) é um município da Eslováquia, situado no distrito de Snina, na região de Prešov. Tem 7,45 km² de área e sua população em 2018 foi estimada em 62 habitantes.

## Demografia
| Ano:        | 1994 | 2004    | 2014   | 2024    |
| ----------- | ---- | ------- | ------ | ------- |
| Broj ljudi: | 90   | 68      | 63     | 52      |
| Razlika:    |      | -24,44% | -7,35% | -17,46% |

| Ano:               | 2023 | 2024 |
| ------------------ | ---- | ---- |
| Número de pessoas: | 50   | 52   |
| Diferença:         |      | +4%  |